# محمد اکرم سرا
محمد اکرم سرا (۱۳۵۸ بوکان) کیک بوکسینگ کار ایرانی، مربی کیک بوکسینگ استان آذربایجان غربی، عضو تیم ملی کیک بوکسینگ دارنده دو مدال قهرمانی اسیا و ۱۴دوره قهرمان مسابقات کشوری.

## فعالیت‌ها
محمد اکرم سرا اولین فعالیت ورزشی خود را از ۱۳۷۲ شروع کرد. در  در سال ۱۳۷۷ به صورت حرفه‌ای بوکسینگ و شوت بوکسینگ را آغاز کرد. اکرام سرا زیر نظر افرادی مانند فریدون مالکی در تهران تعلیم دیده‌است. 

## افتخارات و قهرمانی‌ها
- قهرمان مسابقات فول کنتاکت قهرمانی کشور سال ۱۳۸۱ شهید شیرودی
- قهرمان مسابقات شوت بوکسینگ قهرمانی کشور سال ۱۳۸۲ مجموعه ورزشی کارگران
- قهرمان مسابقات فول بوکسینگ قهرمانی کشور سال۱۳۸۳ انتخابی تیم ملی
- قهرمان مسابقات کیک بوکسینگ قهرمانی کشور سال ۱۳۸۵ مجموعه ورزشی شهید شیرودی

- قهرمان مسابقات تکواندوی نیروهای ارتش ج. ا ایران
- کسب مدال در مسابقات کیک بوکسینگ جهانی WKL
- مدال طلای مسابقات کیک بوکسینگ حرفه‌ای آسیا در امارات
- کسب مدال نقره مسابقات قهرمانی آسیا سامبو در ازبکستان
- مدال طلای مسابقات فول کنتاکت قهرمانی کشور، شوت بوکسینگ قهرمانی کشور و تکواندو نیروی زمینی ارتش جمهوری اسلامی ایران به خود اختصاص دهد.

وی دارنده 14مدال طلای مسابقات قهرمانی کشور، ۲ مدال نقره مسابقات قهرمانی کشور و چندین مدال استانی است.
اشاره کرد. او در حال حاضر مربی و مسئول فول کنتاکت بوکسینگ استان آذربایجان غربی، دارنده حکم داوری درجه آسیا، و عضو تیم ملی فول کنتاکت کیک بوکسینگ فدراسیون جمهوری اسلامی ایران می‌باشد.